# Cylisticus cavernicolus
Cylisticus cavernicolus är en kräftdjursart som beskrevs av Emil Racoviţă 1907. Cylisticus cavernicolus ingår i släktet Cylisticus och familjen Cylisticidae. Inga underarter finns listade i Catalogue of Life.